# Бунинская аллея (станция метро)
«Бу́нинская алле́я» — станция Московского метрополитена, южная конечная Бутовской линии, расположена после станции «Улица Горчакова». Открыта 27 декабря 2003 года вместе с первой очередью линии от станции «Улица Старокачаловская» до станции «Бунинская аллея». Названа по одноимённой аллее. До открытия станции «Аэропорт Внуково» являлась самой дальней станцией от Кремля и самой южной станцией Московского метрополитена.

## История
Станция открыта 27 декабря 2003 года в составе участка «Улица Старокачаловская» — «Бунинская аллея», после ввода в эксплуатацию которого в Московском метрополитене стало 170 станций.

## Характеристика
Конструкция станции — надземная с островной платформой, сооружена на эстакаде, типовой проект. Длина платформы составляет 90 м, ширина платформы — 7 м. Станция расположена на высоте 9,6 метров над уровнем земли.
На станции один вестибюль (западный), выходящий на Бунинскую аллею. В восточном торце платформы смонтирован лифт для спуска и подъёма инвалидных колясок. Платформа закрыта от осадков металлическим навесом, который поддерживается рядом парных опор по оси станции. Пути с внешних сторон закрывает противошумовой экран.

## Путевое развитие

Тупики

За станцией расположен однопутный тупик, используемый для оборота составов, и по длине рассчитанный на восемь вагонов стандартной длины.

## Наземный общественный транспорт
На этой станции можно пересесть на следующие маршруты городского пассажирского транспорта:
- Автобусы: 94, 917, с936, с953, 967, 978

## Галерея

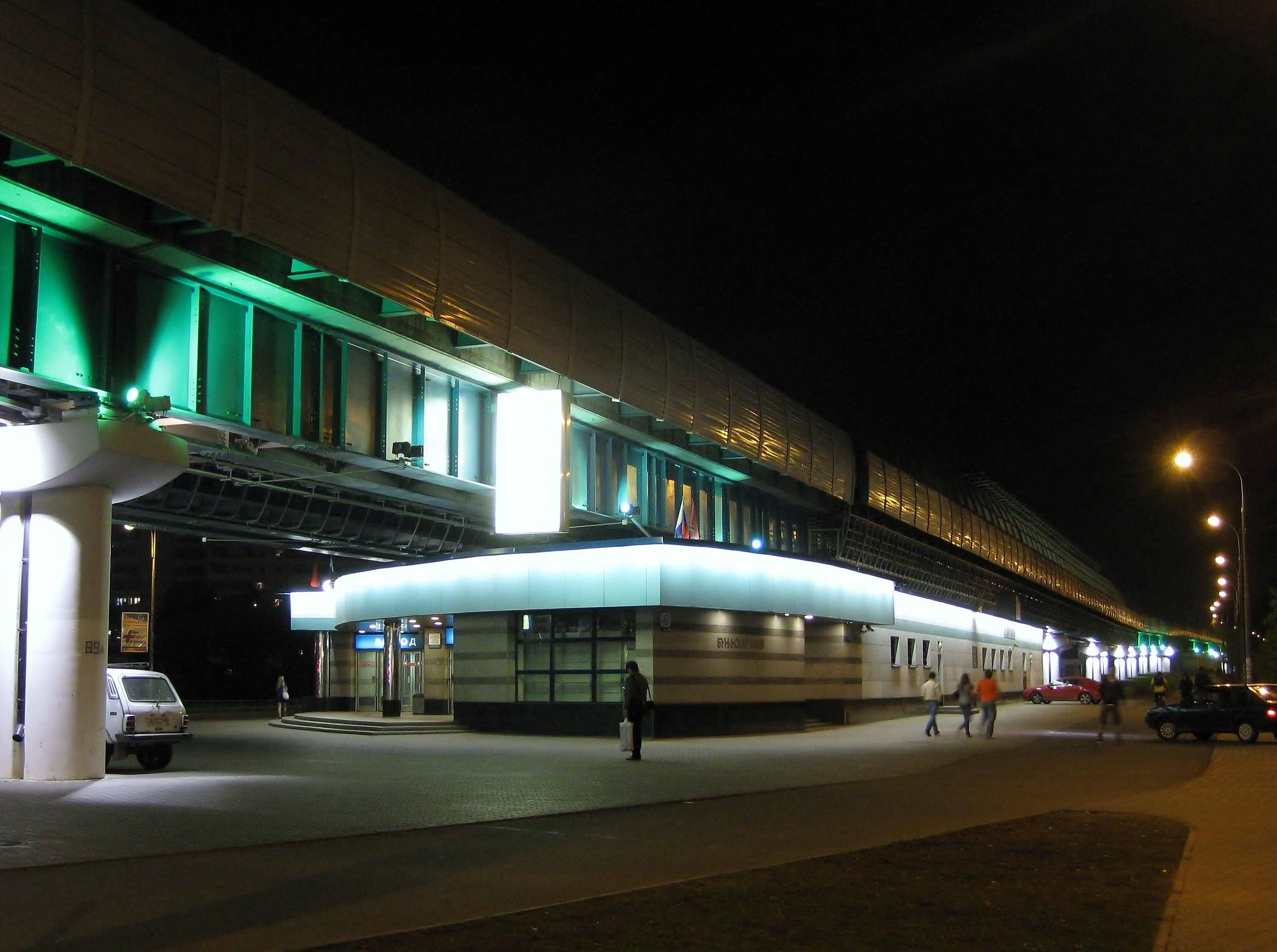
Наземный вестибюль станции
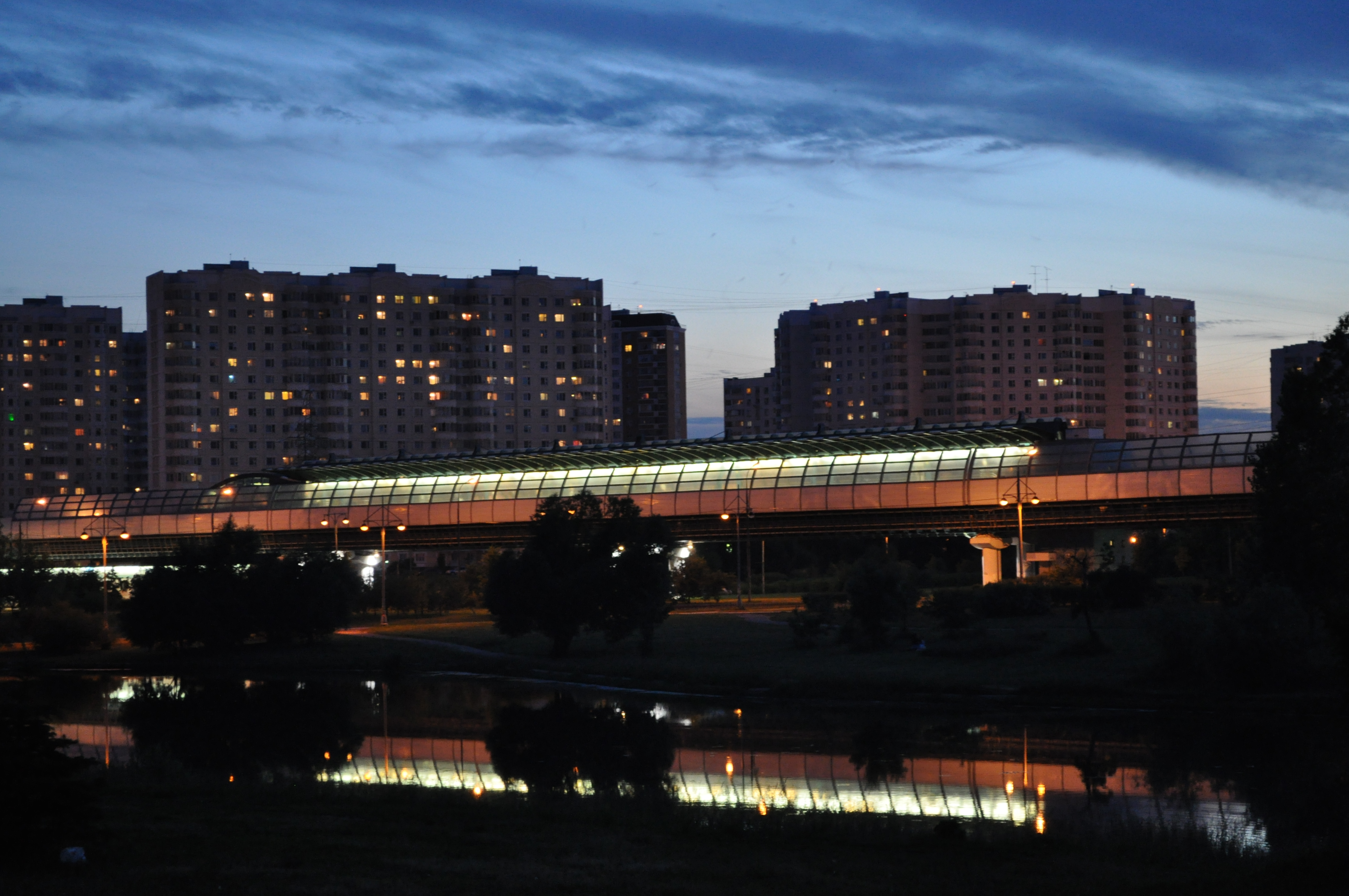
Ночной вид на станцию
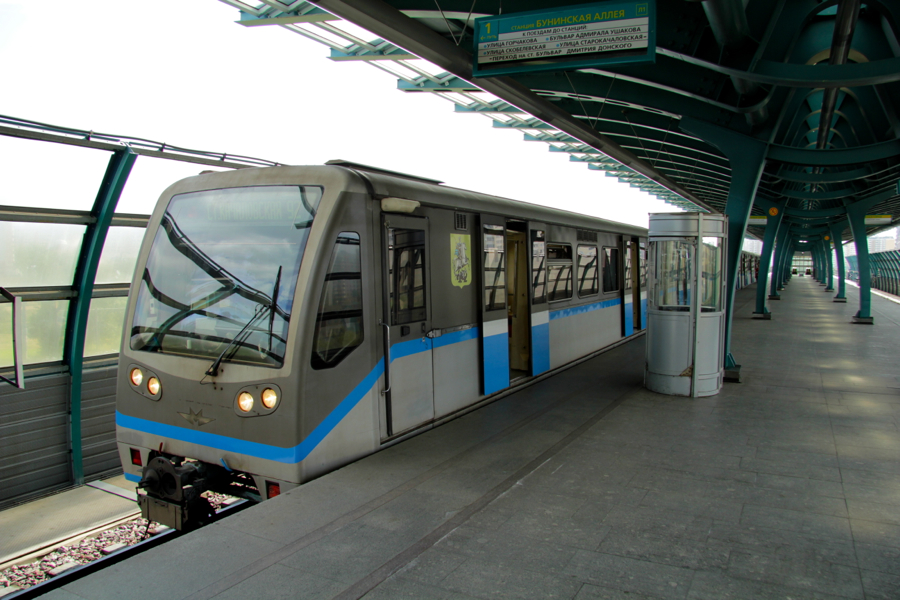
Поезд на станции
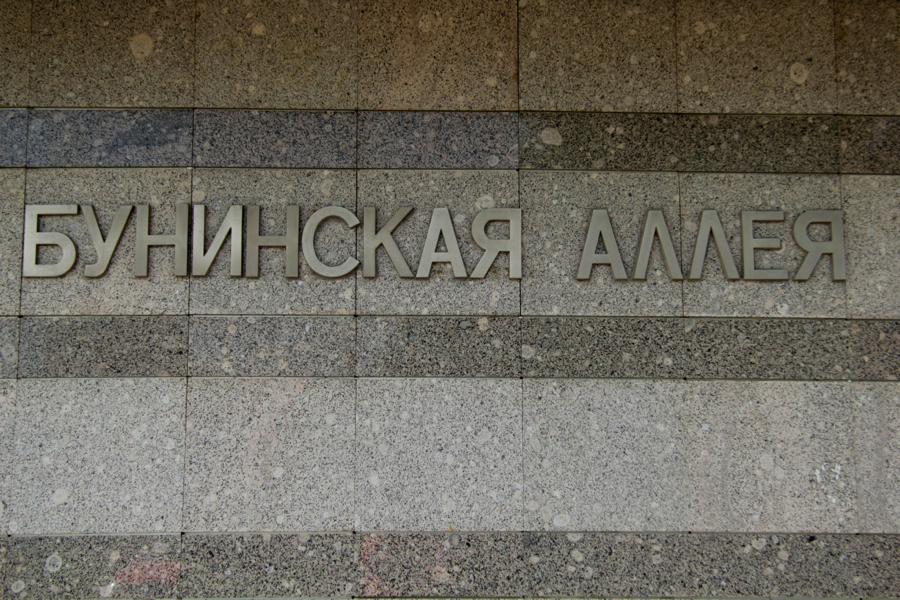
Название станции на стене вестибюля

## Станция в цифрах
- Таблица времени прохождения первого поезда через станцию[2]:

| По чётным числам                    | Будние дни | Выходные дни |
| По нечётным числам                  | Будние дни | Выходные дни |
| В сторону станции «Улица Горчакова» | 05:57      | 05:58        |
| В сторону станции «Улица Горчакова» | 05:57      | 05:58        |